# Slam City with Scottie Pippen
Slam City with Scottie Pippen est un jeu vidéo mélangeant simulation de basket-ball et film interactif en Full motion video. Il sort en 1994 sur 32X, 3DO, DOS et Mega-CD. Le jeu a été développé et édité par Digital Pictures. Il met en scène le joueur professionnel, Scottie Pippen.

## Accueil
- Joypad : 55 %[1]
- PC Team : 71 %[2]